# Nati nel 1468
| Questa pagina contiene informazioni ricavate automaticamente dalle voci biografiche con l'ausilio del template Bio e di un bot. L'aggiornamento è periodico e automatico e ricostruisce completamente la pagina. Se manca una persona in questa lista, sei pregato di non aggiungerla, ma accertati piuttosto che la sua voce biografica contenga il template Bio e che i dati anagrafici siano correttamente compilati. Se il template Bio manca, inseriscilo tu stesso o, in alternativa, metti l'avviso {{tmp\|Bio}} che ne segnala la mancanza. Se i dati riportati sono sbagliati, correggi direttamente la voce biografica; le modifiche saranno visibili in questa lista entro pochi giorni. Per chiarimenti vedi il progetto biografie. La lista contiene solo le 50 persone che sono citate nell'enciclopedia e per le quali è stato implementato correttamente il template Bio. Pagina aggiornata al 26 lug 2025. |

- 7 gennaio - Filippo Calandri, matematico italiano († 1518)
- 26 gennaio - Guillaume Budé, umanista francese († 1540)
- 1º febbraio - Giacomo Colombo, navigatore italiano († 1515)
- 14 febbraio - Johann Werner, cartografo, matematico e religioso tedesco († 1522)
- 18 febbraio - Francesca Bentivoglio, italiana († 1504)
- 29 febbraio - Papa Paolo III, papa, vescovo cattolico e cardinale italiano († 1549)
- 25 marzo - Tommaso Diplovatazio, giurista bizantino († 1541)
- 29 marzo - Carlo I di Savoia, nobile († 1490)
- 30 marzo - Diego García de Paredes, militare spagnolo († 1534)
- 6 aprile - Mattia della Robbia, religioso e scultore italiano († 1534)
- 27 aprile - Fryderyk Jagiellończyk, cardinale e arcivescovo cattolico polacco († 1503)
- 30 giugno - Giovanni di Sassonia, principe († 1532)
- 12 luglio - Juan del Encina, poeta, drammaturgo e compositore spagnolo († 1529)
- 24 luglio - Caterina di Sassonia, nobile tedesca († 1524)
- 10 agosto - Lorenzo Tornabuoni, nobile italiano († 1497)
- 26 agosto - Bernardo de' Rossi, vescovo cattolico italiano († 1527)
- 15 settembre - Enrico di Brunswick-Lüneburg, nobile tedesco († 1532)
- 27 settembre - Sigismondo di Bayreuth, nobile tedesco († 1495)
- 22 ottobre - Nunziato d'Antonio, pittore italiano († 1525)
- 18 dicembre - Giovanna degli Albizzi, italiana († 1488)
- Akechi Mitsutsugu, militare giapponese († 1538)
- Altobello Averoldi, vescovo cattolico italiano († 1531)
- Pietro Bairo, medico italiano († 1558)
- Basilio il Benedetto, religioso e santo russo († 1552)
- Marino Becichemo, letterato e oratore albanese († 1526)
- Valerio Belli, orafo, incisore e medaglista italiano († 1546)
- Marino Ascanio Caracciolo, cardinale e vescovo cattolico italiano († 1538)
- Caterina di Navarra, sovrana († 1517)
- Francesco Donà, doge († 1553)
- Rodrigo Díaz de Vivar, militare spagnolo († 1523)
- Melchiorre Guerriero, italiano († 1525)
- Matthäus Lang von Wellenburg, cardinale e arcivescovo cattolico tedesco († 1540)
- Diego Hurtado de Mendoza y Lemos, nobile e militare spagnolo († 1536)
- Pedro Alonso Niño, esploratore spagnolo († 1505)
- Arcangela Panigarola, religiosa italiana († 1525)
- Gerolamo Querini, patriarca cattolico italiano († 1554)
- Renato di Savoia-Villars, nobile italiano († 1525)
- Maria Savorgnan, nobildonna italiana († 1529)
- Fatma Sultan, principessa ottomana
- Cristoforo Solari, scultore e architetto italiano († 1524)
- Bartolomeo Spani, orafo, scultore e architetto italiano († 1539)
- Paolo Suriani, monaco cristiano e medico italiano († 1522)
- Luigi Tasso, vescovo cattolico italiano († 1520)
- Roberto Tibaldeschi, vescovo cattolico italiano († 1517)
- Juan de Zumárraga, arcivescovo cattolico e francescano spagnolo († 1548)
- Jacopo da Fogliano, compositore, organista e clavicembalista italiano († 1548)
- Diego de Arana, politico e marinaio spagnolo († 1493)
- Pregianni de Bidoux, ammiraglio francese († 1528)
- Juan de Padilla, religioso e poeta spagnolo
- Giovanni II di Monaco, monegasco († 1505)